# Graphiphora
Graphiphora là một chi bướm đêm thuộc họ Noctuidae.

## Các loài
- Graphiphora augur (Fabricius, 1775)